# Taufbecken (Mayschoß)

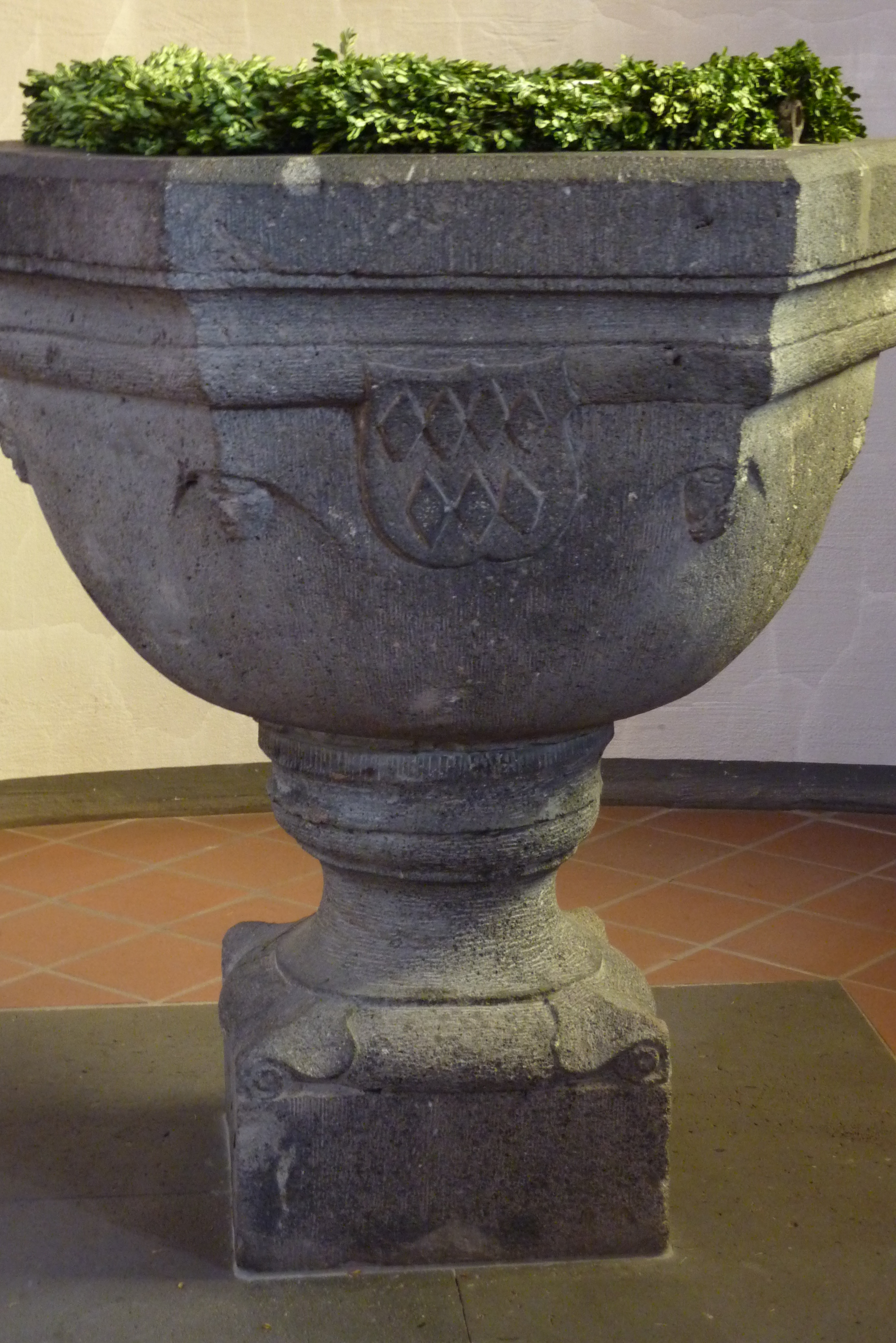
Taufbecken in Mayschoß (2010)

Das Taufbecken in der katholischen Pfarrkirche St. Nikolaus und St. Rochus in Mayschoß, einer Ortsgemeinde im Landkreis Ahrweiler in Rheinland-Pfalz, wurde im 16. Jahrhundert geschaffen.  
Das Taufbecken aus Trachyt hat ein 65 cm hohes Becken von 1,08 Meter Durchmesser auf Konsolköpfen, die in ein Sechseck überleiten. Der Unterbau besteht aus einem steilen Rand mit Wulst, Kehle und Platte, daran ist das Wappen der Grafen von Virneburg angebracht.
Die Formen sind romanisierend, der hohe Fuß wurde vermutlich erneuert.
Der getriebene Messingdeckel aus dem 18. Jahrhundert, der mit einer Strahlensonne bekrönt war, ist nicht mehr vorhanden.